# Fritillaria persica
Fritillaria persica är en liljeväxtart som beskrevs av Carl von Linné. Fritillaria persica ingår i Klockliljesläktet och i familjen liljeväxter. Inga underarter finns listade.

## Bildgalleri

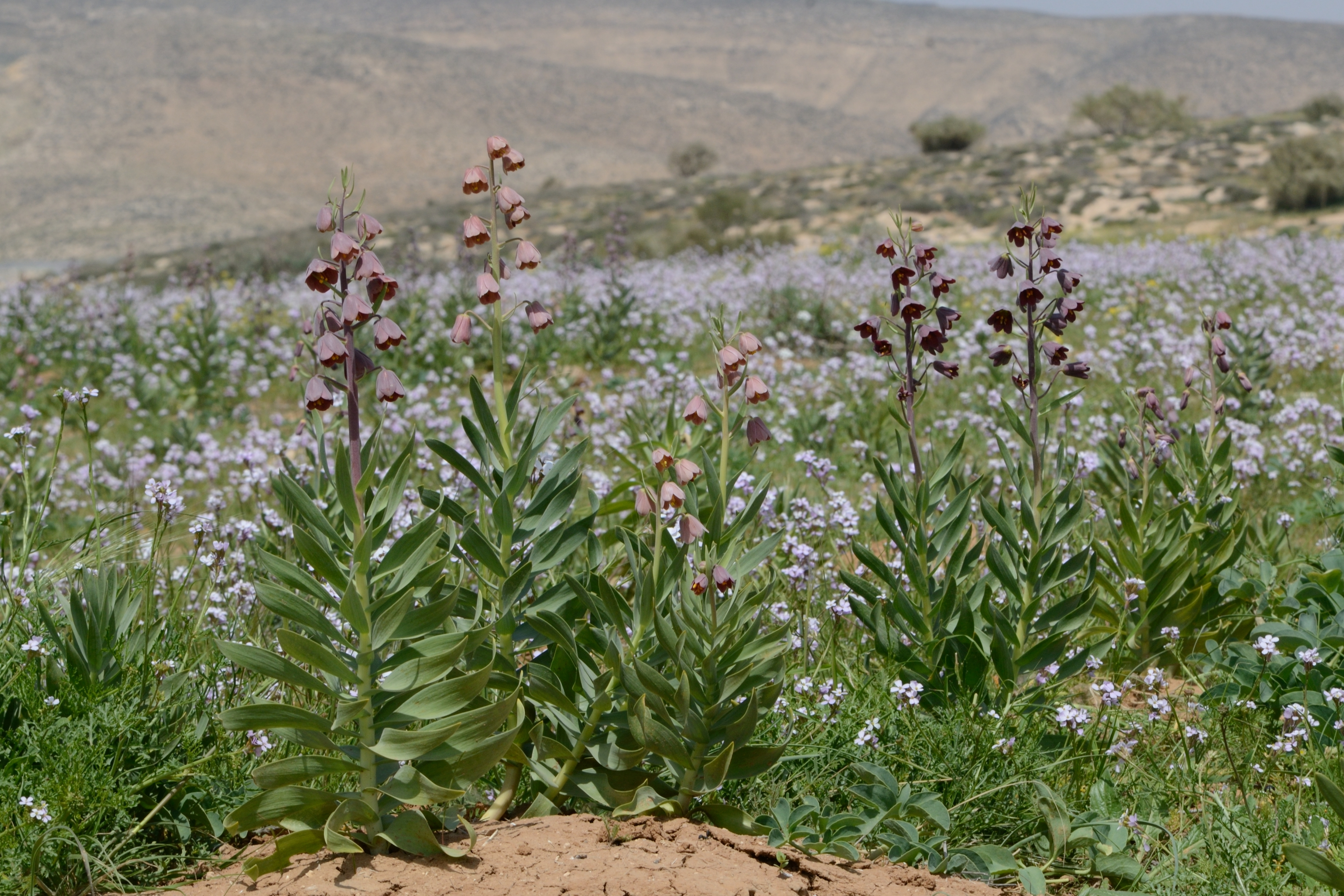
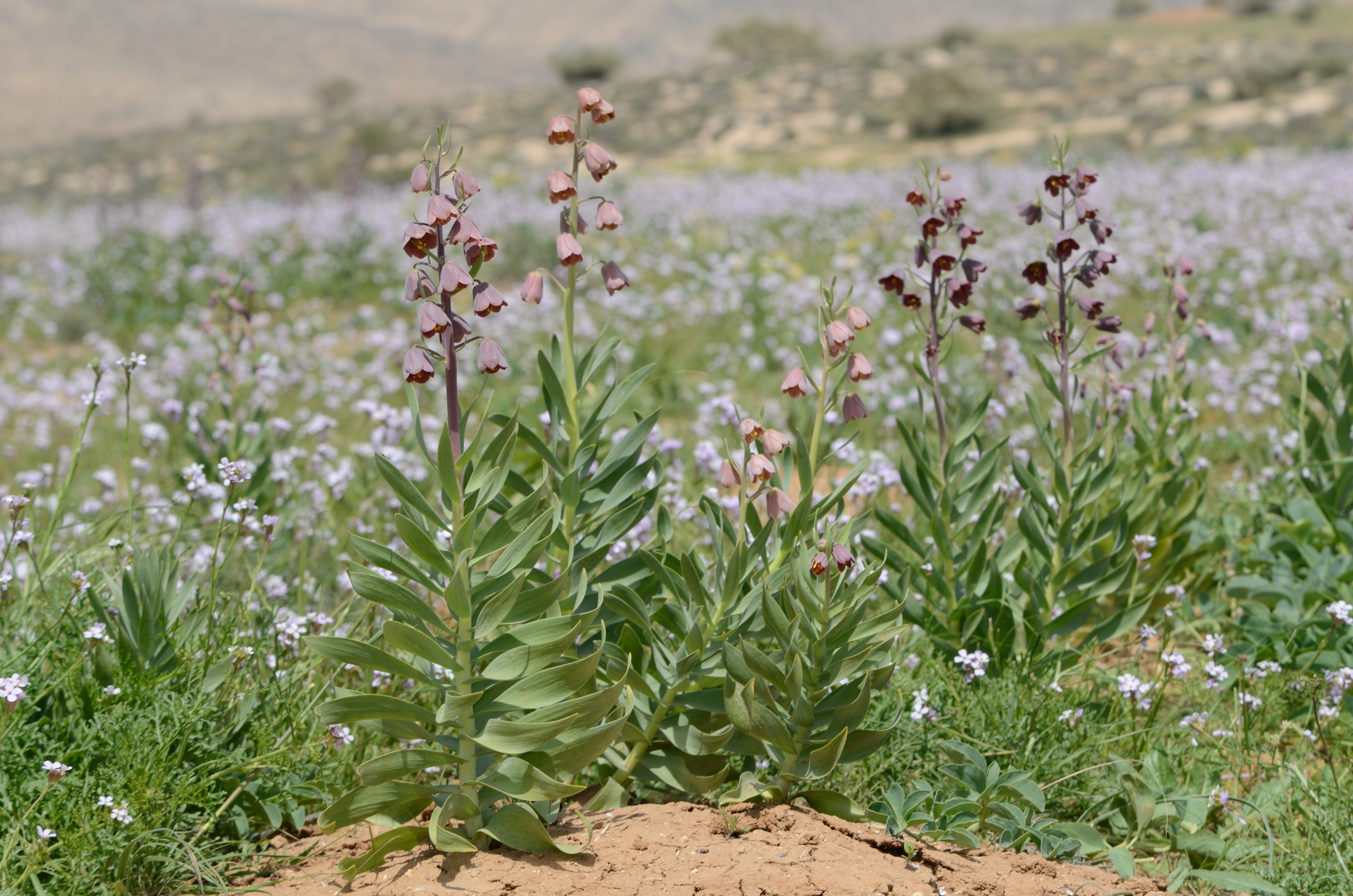
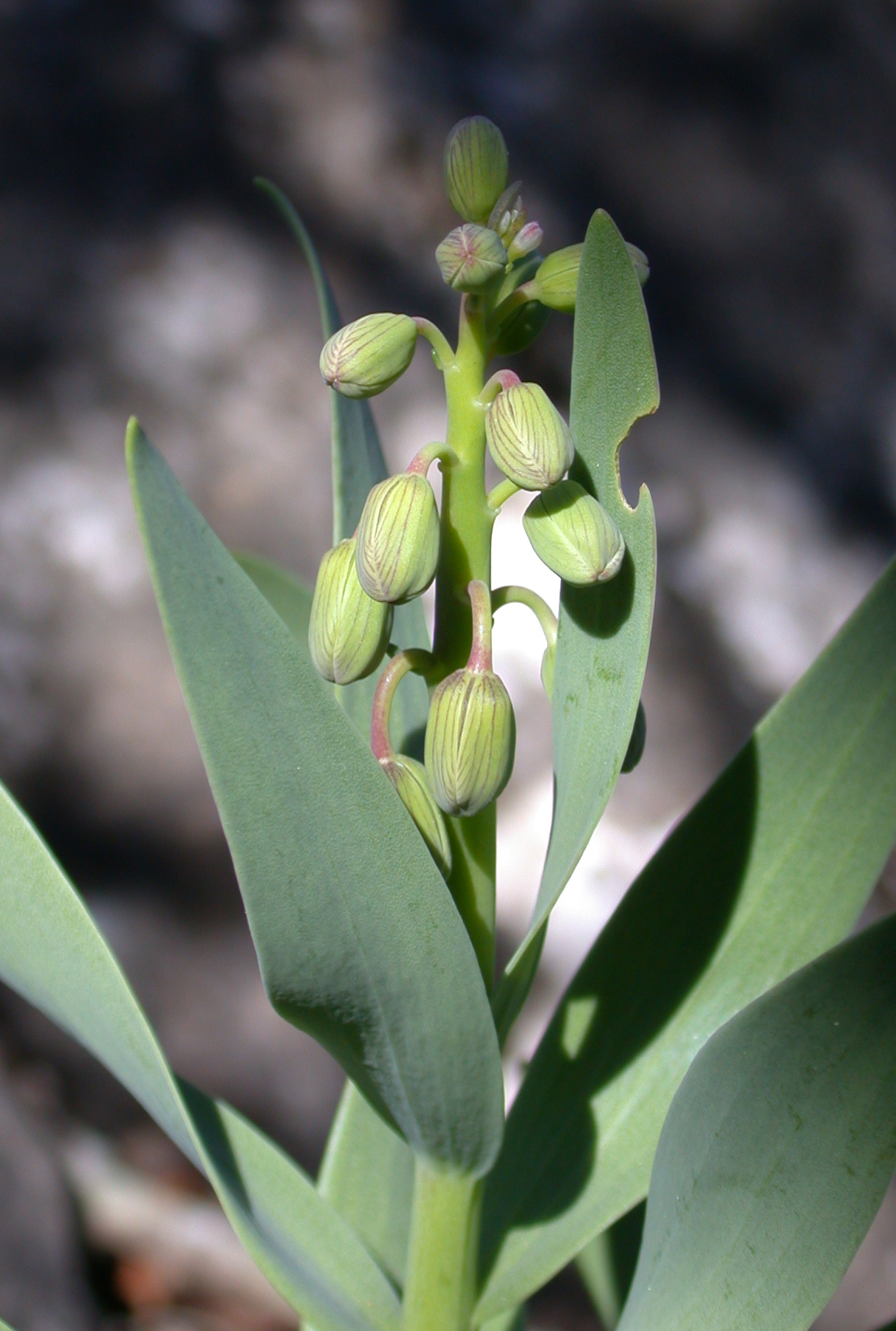
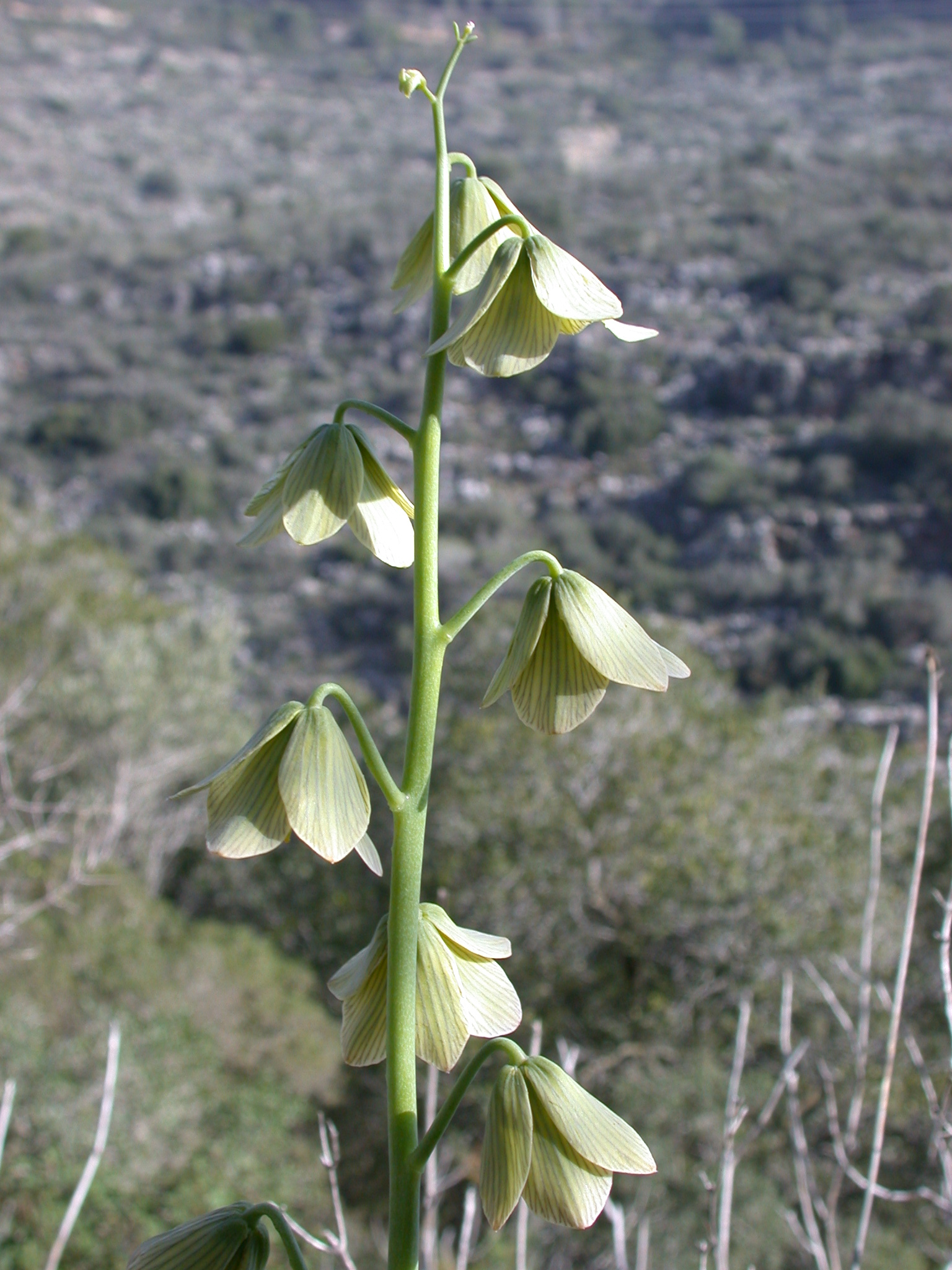
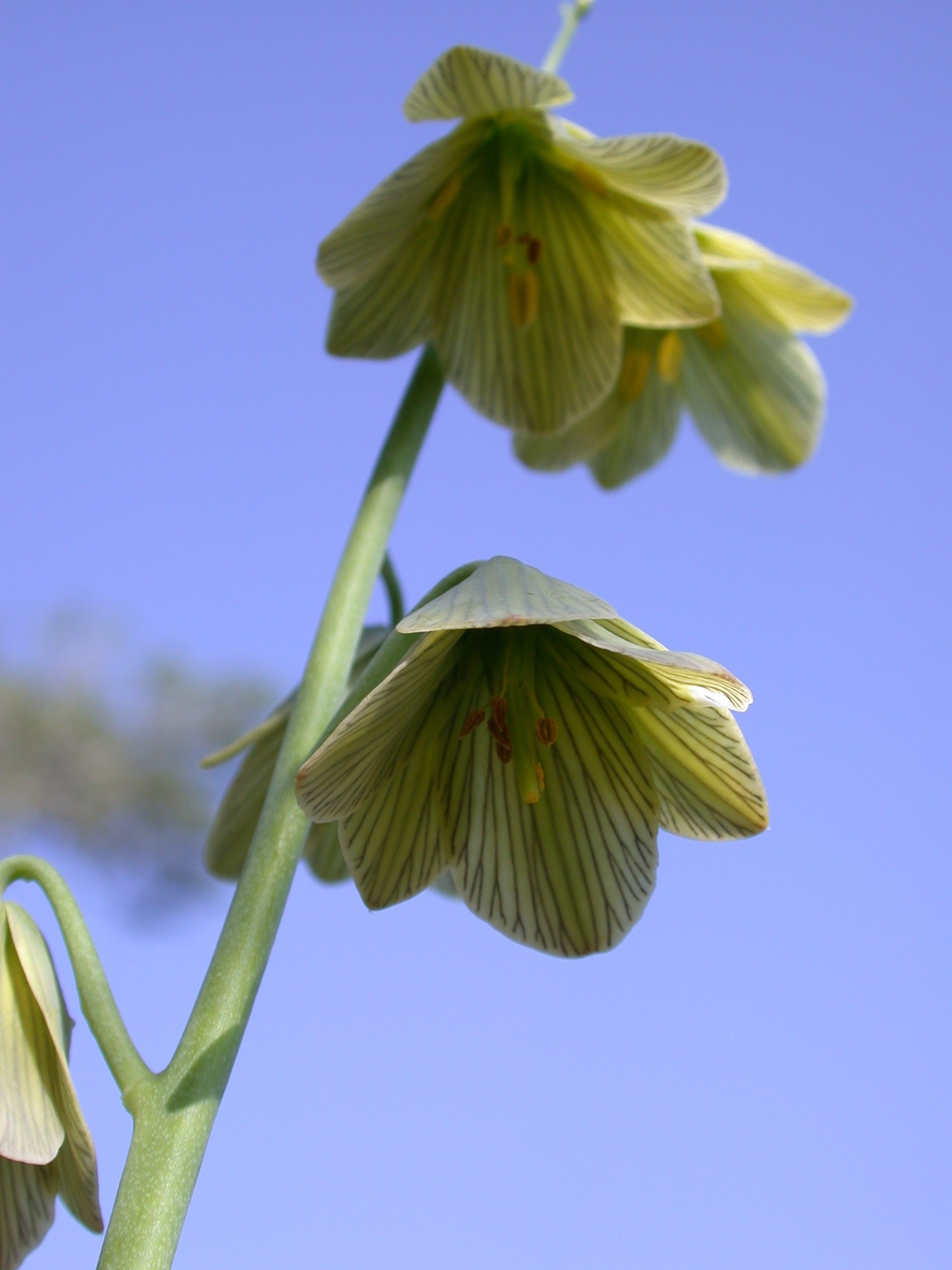